# Салон-ла-Тур
Сало́н-ла-Тур (фр. Salon-la-Tour, окс. Salom) — коммуна во Франции, находится в регионе Новая Аквитания. Департамент — Коррез. Входит в состав кантона Юзерш. Округ коммуны — Тюль.
Код INSEE коммуны — 19250.
Коммуна расположена приблизительно в 380 км к югу от Парижа, в 45 км юго-восточнее Лиможа, в 32 км к северо-западу от Тюля.

## Население
Население коммуны на 2008 год составляло 703 человека.
| 1962 | 1968 | 1975 | 1982 | 1990 | 1999 | 2008 |
| ---- | ---- | ---- | ---- | ---- | ---- | ---- |
| 969  | 1018 | 926  | 798  | 729  | 722  | 703  |

## Климат
| Показатель                                                    | Янв. | Фев. | Март | Апр. | Май  | Июнь | Июль | Авг. | Сен. | Окт. | Нояб. | Дек. | Год   |
| ------------------------------------------------------------- | ---- | ---- | ---- | ---- | ---- | ---- | ---- | ---- | ---- | ---- | ----- | ---- | ----- |
| Средний суточный максимум, °C                                 | 7,0  | 8,3  | 11,1 | 13,7 | 17,7 | 21,2 | 23,7 | 23,5 | 20,3 | 16,2 | 10,4  | 7,5  | 15,1  |
| Средняя температура, °C                                       | 4,2  | 5    | 7,2  | 9,5  | 13,3 | 16,5 | 18,7 | 18,6 | 15,7 | 12,3 | 7,2   | 4,7  | 11,1  |
| Средний суточный минимум, °C                                  | 1,4  | 1,8  | 3,4  | 5,3  | 8,9  | 11,9 | 13,8 | 13,8 | 11,2 | 8,4  | 4,0   | 1,9  | 7,2   |
| Норма осадков, мм                                             | 89,9 | 77,3 | 80,8 | 84   | 89,2 | 70,1 | 62,8 | 78,1 | 80   | 89,3 | 93,9  | 97,1 | 992,5 |
| Источник: Climatologie de 1959 à 2008 - Salon-la-Tour, France |      |      |      |      |      |      |      |      |      |      |       |      |       |

## Администрация
| Период | Период | Фамилия         | Партия | Примечания |
| ------ | ------ | --------------- | ------ | ---------- |
| 2001   | 2008   | Жак Рис         |        |            |
| 2008   |        | Жан-Клод Шоффур |        |            |

## Экономика

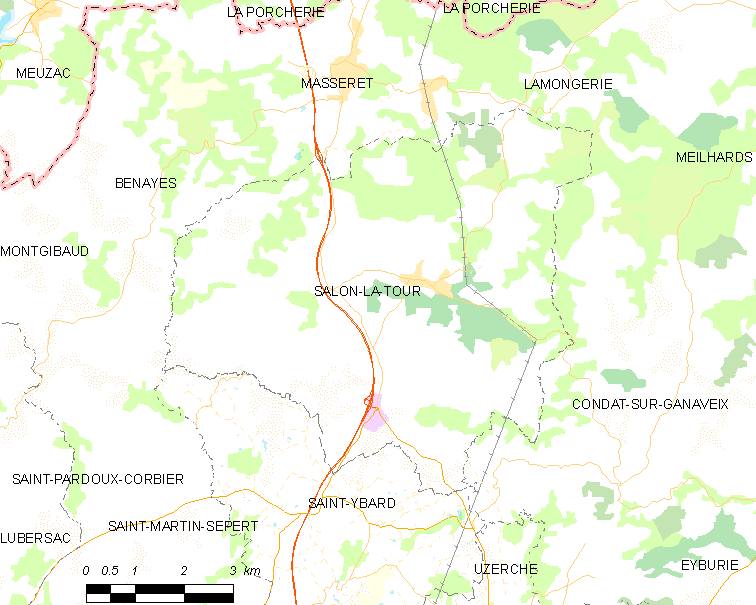
Карта коммуны

В 2007 году среди 417 человек в трудоспособном возрасте (15-64 лет) 302 были экономически активными, 115 — неактивными (показатель активности — 72,4 %, в 1999 году было 64,5 %). Из 302 активных работали 282 человека (158 мужчин и 124 женщины), безработных было 20 (7 мужчин и 13 женщин). Среди 115 неактивных 32 человека были учениками или студентами, 60 — пенсионерами, 23 были неактивными по другим причинам.

## Достопримечательности
- Поместье Гренери (XV век). Памятник истории с 1992 года[3]
- Дома Монтелли и хозяйственные постройки (XVI век). Памятник истории с 1990 года[4]
- Руины башни (XII век). Памятник истории с 1975 года[5]